# Parallelia isotima
Parallelia isotima là một loài bướm đêm trong họ Erebidae.